# Eutonina indicans
Eutonina indicans är en nässeldjursart som först beskrevs av Romanes 1876.  Eutonina indicans ingår i släktet Eutonina och familjen Eirenidae. Det är osäkert om arten förekommer i Sverige. Inga underarter finns listade i Catalogue of Life.